# Міфи походження
Міфи походження — міфи, що пояснюють виникнення певних елементів природного і соціального світу, або Космосу загалом. В таких міфах розповідається про те, як дещо виникло вперше, а також часом пояснюється сакральна семантика його назви.

## Тематика міфів походження
- Космогонічні міфи — пояснюють виникнення чи створення загального Космосу — впорядкованого світу, що протиставляється попередньому Хаосу. Зазвичай оповідають про виділення з Хаосу першопочатку (наприклад, світового яйця), розділення протилежностей (наприклад, світло і темрява, добро і зло), утворення вертикальної (небо і земля, земля і підземний світ тощо) та горизонтальної (сторони світу, суша і море) структур світобудови. Подібні процеси при цьому як правило відбуваються без активної участі міфологічних персонажів. Іноді Космос виникає з частин живої істоти, наприклад, у вавилонській міфології світ утворився з частин чудовиська Тіамат.
- Засновничі міфи — оповідають про створення героями чи богами, духами, прямо чи опосередковано, окремих природних об'єктів, явищ, заснування міст, держав, соціальних інститутів, ритуалів і обрядів, законів, народів, родів. Об'єкти можуть як виникати внаслідок діяльності персонажів, так і внаслідок спонтанного перетворення персонажів на ці об'єкти. Наприклад, у міфах австралійських аборигенів тотемні предки, стомившись, перетворюються на скелі. Але Геркулесові стовпи античний герой власноруч висікає та встановлює.

## Використання міфів походження
У багатьох культурах вважається, що знаючи початкове походження речі або явища, можна отримати над ними владу. Шляхом повторення походження чого-небудь під час ритуалу вони створюються чи прикликаються в потрібних для людини часі й місці. Місцями вважалося, що періодичне відтворення створення світу необхідне для продовження його існування.
Міфи походження можуть обґрунтовувати доцільність чинних дій, звичаїв, статусу осіб, народів.